# Theodor Lipps
Theodor Lipps (28. července 1851 Wallhalben – 17. října 1914 Mnichov) byl německý filozof a psycholog. Je považován za hlavního představitele psychologismu v Německu.

## Životopis
Lipps promoval v roce 1874 v Bonnu. Poté v Bonnu vyučoval (1877–90) a byl profesorem ve Vratislavi (1890–94). V období 1894–1914 působil na mnichovské univerzitě, kde byl nástupcem Carla Stumpfa na místě systematické filozofie. Mezi jeho žáky patřil Max Scheler.
Lipps se zajímal především o oblast psychologické estetiky.

## Dílo
- Grundtatsachen des Seelenlebens (1883)
- Raumästhetik und geometrisch-optische Täuschungen (1897)
- Komik und Humor (1898)
- Vom Fühlen, Wollen und Denken (1902)
- Leitfaden der Psychologie (1903)
- Ästhetik (1903-1906)